# Адолфо Биой Касарес
Адолфо Биой Касарес (на испански: Adolfo Bioy Casares) е аржентински писател, журналист и преводач. Приятел на сънародника си Хорхе Луис Борхес и автор на „Изобретението на Морел“ – роман, смятан от мнозина за една от най-добрите фантастични творби.

## Биография
Адолфо Биой Касарес е роден в Буенос Айрес и е потомък на успешния ирландски имигрант Патрик Линч. Написва първия си разказ („Ирис и Маргарита“) на 11-годишна възраст.
През 1932 г. Виктория Окампо го запознава с Борхес. Биой и Борхес често пишат заедно под псевдонима Онорио Бустос Домек. През 1940 г. Биой Касарес се жени за сестрата на Виктория – Силвия Окампо.
Сред наградите, присъдени на Биой са „Gran Premio de Honor“ на Аржентисното писателско общество (1975), френския Орден на почетния легион (1981), и наградата на името на Мигел де Сервантес (връчена през 1991 г. в Алкала де Енарес).
Адолфо Биой Касарес е погребан в гробището Ла Реколета в Буенос Айрес.

## „Изобретението на Морел“
Най-известният роман на Биой Касарес е „Изобретението на Морел“. Повествованието разказва за мъж, избягал от правосъдието на остров, за който се смята, че е заразен с мистериозна смъртоносна болест. Опитвайки се да разбере защо всичко сякаш се повтаря, той осъзнава, че всички, които вижда там, са всъщност записи, направени със специална машина, изобретена от Морел. Машината може да записва не само триизмерни образи, но и гласове и аромати, като по този начин записите стават неразличими от реалността. Историята смесва реализъм, фентъзи, научна фантастика и хорър. Борхес написва пролог, в който определя историята като работа на „обосновано въображение“ и я свързва с творчеството на Хърбърт Уелс. Борхес и Октавио Пас описват романа като „съвършен“. Твърди се, че историята е вдъхновила „Миналата година в Мариенбад“ на Ален Рене, а също и че е повлияла сериала „Изгубени“.

## Преводи на български език
- Адолфо Биой Касарес „Изобретението на Морел “, София: Рива, 2009, ISBN 978-954-320-242-3, (прев. Анна Златкова)
- Онорио Бустос Домек (Борхес и Биой Касарес) „Шест задачи за дон Исидоро Пароди“, прев. Анна Златкова, 2014